# Жизнь и приключения робота-подростка
«Жизнь и приключения робота-подростка» (англ. My Life as a Teenage Robot) — американо-канадский мультсериал, произведённый Frederator Studios для кабельного канала Nickelodeon.
Сериал рассказывает о приключениях 16-летней девочки-робота по имени Дженни Уэйкман (она же XJ-9 или Икс-Джей-9), созданной её матерью, Норой Уэйкман, с целью защищать Землю, но Дженни хочет жить обычной подростковой жизнью людей.
Первый эпизод «Жизнь и приключения робота-подростка» был показан на канале Nickelodeon 1 августа 2003 года.

## Сюжет
Икс-Джей-9 (XJ-9) или, как сама она себя называет, Дженни (Jenny, потому что по-английски J-9 читается «джей-найн») — это высококлассный боевой робот, созданный доктором Норой Вэйкмен (Dr. Nora Wakeman) для защиты Земли, хотя сама Дженни хочет жить жизнью обычной девочки-подростка. Дженни и доктор Вэйкмен живут по соседству с лучшими друзьями Дженни: братьями Брэдом и Таком Карбанклами (Brad and Tuck Carbunkle) в вымышленном городе Тремортон, который сочетает в себе современность с футуристическими элементами.
В школе Дженни соперничает с кузинами Брит и Тифф Краст (Brit and Tiff Crust), модницами, которые стремятся к лидерству в местной социальной жизни. Также Дженни приходится иметь дело со стереотипным занудой и зубрилой Шелдоном (Sheldon), который без ума от Дженни. В довершение ко всему Дженни постоянно докучает Империя Кластер, королева которой, Вексус (Vexus), не оставляет надежду привлечь Дженни на свою сторону (даже если это придётся сделать силой). Несмотря на всё это, Дженни удаётся вести некое подобие жизни обычной девочки.
В сериале часто с юмором показываются типичные подростковые проблемы и то, как Дженни приходится сочетать жизнь супергероя с жизнью обычного подростка, что выливается в сочетание «экшена» и лёгкой комедии.

## Персонажи

### Главные персонажи
- Дженнифер «Дженни» Уэйкмен (Икс-Джей-9) (Jennifer «Jenny» Wakeman, XJ-9) — главная героиня сериала, которая описывает себя как «робот-подросток». Она была создана пять лет назад доктором Норин Уэйкмен в виде 16-летней девочки-подростка. Её создали, чтобы быть защитницей Земли, она вооружена самым невероятным оружием и способна на фантастические превращения, но хочет жить жизнью обычного подростка, о чём постоянно даёт понять своим друзьям и создателю («маме», как она её называет). Дженни дружелюбна и оптимистична, что часто заставляет её наивно воспринимать происходящее. Часто люди, наподобие кузин Краз и Вексус, стараются использовать её дружелюбие в своих целях. По характеру очень бунтующая и импульсивная, немного вспыльчива, но при всём этом очень сообразительна. В плане влечения к парням очень ветрена. Озвучивает Дженис Кавай.
- Брэдли «Брэд» Карбанкл (Bradley «Brad» Carbunkle) — лучший (а также самый первый) друг и сосед Дженни, который учится с ней в одной школе. Он лёгок на подъём и любит приключения, хотя довольно нередко от него больше проблем, чем помощи. Он хочет думать, что он разбиватель девичьих сердец. Намекалось на его возможные отношения с Дженни, но эта тема никогда не развивалась. Одно время был кадетом в Небесном Патруле, заставив поверить подругу в его «героичность». Брэдли добрый, хотя и очень неразумный. Озвучивает Чед Дорек.
- Такер «Так» Корнелиус Карбанкл (Tucker «Tuck» Cornelius Carbunkle) — 7-летний младший брат Брэда. Он обычно увязывается за Брэдом и Дженни, хотя он и не так безрассуден, как Брэд. Иногда Так доказывает, что он умнее, чем выглядит, и иногда умудряется помыкать Дженни, давя на то что он нуждается в её помощи и защите (иногда не очень правильно). Озвучивает Одри Василевски.
- Норин «Нора» Уэйкмен (Norene «Nora» Wakeman) — мать Дженни, зрелая учёная, которая создала Дженни, и которую последняя называет своей мамой. Очень опытная. Нора любит свою «дочь», но часто излишне вмешивается в её жизнь, чем создаёт для неё много неловких моментов. К тому же она плохо понимает современную жизнь и то, чем живёт нынешняя молодёжь. Перед тем как уйти в отставку и поселиться в Тремортоне, она была офицером Небесного Патруля, боевой организации, защищающей Землю. Хотя она уже в годах, она не пасует в экстренных ситуациях. Озвучивает Кэнди Майло.
- Шелдон Освальд Ли (Sheldon Oswald Lee) — мальчик, который учится с Дженни в одной школе и без ума от неё. Шелдон и сам умелый робототехник, он автор многих новых устройств и модификаций для Дженни, к тому же иногда занимается мелкой починкой. Дженни обращается к нему тогда, когда модификации, нужные ей, чрезмерны, и доктор Уэйкмен отказывается их сделать. Для того, чтобы убедить, что парни-роботы не достойны её внимания, он создал своё альтер эго, робота Серебряный Шлем (или Серебряная Пуля); но, к его ужасу, именно в виде Серебряного Шлема он ей понравился. Когда Шелдон появляется в виде Серебряного Шлема, он демонстрирует спокойствие и уверенность в себе, те качества, которых ему не достаёт в его нормальном обличии. Озвучивает Куинтон Флинн.

### Злодеи
- Вексус (Vexus) — главный антагонист мультсериала, королева роботов Империи Кластер. Она страстно желает захватить Землю и освободить «робовечество» от человеческого ига. Но на её пути стоит Дженни, и теперь она стремится во что бы то ни стало сделать её частью Кластера. Вексус — коварная интриганка, привыкшая манипулировать людьми. Своею главной планетой, Кластер Прайм, она правит посредством террора и пропаганды, заботясь о том, чтобы её подданные считали её миролюбивой королевой. У Вексус есть дочь Вега, которая сначала была одурманена ложью своей матери, но потом вместе с Дженни вывела её на чистую воду. История создания Вексус так и не ясна толком, но фактируется на том, что было связанным крепким узлом — люди, роботы, любовь, отчаяние и безумие. Озвучивает Эрта Китт.
- Смайтус (Smytus) — командир армии Империи Кластер с чрезмерным эго. Если Вексус интриганка, то Смайтус предпочитает действовать прямолинейно и силой, и всегда готов начать бой. Он слишком высоко о себе думает, и Дженни и её друзья считают его тупым, в чём и не особо ошибаются. Озвучивает Стивен Джей Блум.
- Кракус (Krackus) — изобретатель, работающий на Кластер. Его изобретения сами по себе великолепны, но он всегда упускает какую-нибудь важную деталь, от чего все его планы идут насмарку. Озвучивает Джим Уорд.
- Кузины Брит и Тифф Краст (Brit and Tiff Crust) — парочка заносчивых и богатых девчонок, которым доставляет удовольствие портить жизнь Дженни. Модницы № 1 в школе. В одной из серий «сражались» с XJ-9 за звание красавицы школы. В сериях, где Империя Кластер захватила Землю, они, как жалкие трусихи, присоединились к ним. Но в конце, когда Империю атаковали, кузины внезапно стали бить «своих» роботов, помогая людям и тем самым перешли на сторону добра. Озвучивает Мойра Куирк.
- Банда космических байкерш — инопланетянки, которые любят нагло похулиганить на Земле. Несмотря на это, на своей планете они белые и пушистые преподаватели. Её члены: Лэтта (Letta), Ольга (Olga), Тэмми (Tammy) Сладж (Sludge) и Лэнни (Lenny). Вполне возможно, что они раньше работали на Вексус; вероятно, та их уволила.
- Киллгор (Killgore) — маленький робот-игрушка со злодейскими наклонностями. Мечтает уничтожить Дженни и захватить мир. Сам по себе не представляет опасности из-за своих размеров. Однако благодаря смекалке может воплощать некоторые идеи в жизнь. Так, в эпизоде «Смертельное заточение» он восстанавливает Армагедроида для того, чтобы избавиться от XJ-9. Но несмотря на сущность Киллгора, люди, наоборот, его обожают за то, что он милый.
- Лансер (Lancer) — Улан выглядит могучим рыцарем в доспехах верхом на механической левитирующей лошади. У него нет ног, но он очень быстро передвигается по воздуху с помощью встроенного ракетного двигателя. В одной руке он держит тёмно-красный щит, украшенный знаком доллара ($), означающим его жадность. Как следует из его имени, в другой руке он также держит большое и мощное лазерное копьё. Он использует своё сверхмощное копьё, чтобы запугивать и грабить богатых граждан Тремортона, полностью разоряя их. Как только он побеждён Дженни (в эпизоде «Девичьи слабости») и лишён своего оружия и доспехов, выясняется, что Улан на самом деле является крошечным зелёным эльфийским шутом, похожим на существо с огромными ушами.
- Доктор Локус (Dr. Locus) — ???

### Второстепенные персонажи
- Вега (Vega) — Вега является дочерью королевы Вексус и, формально, принцессой кластеров. Когда Дженни Уэйкман попала в Империю Кластеров, она решила с ней подружиться и беречь от своей матери. Они обе настроены враждебно против королевы кластеров, а поэтому они встали против неё, в результате чего Вексус покинула трон, а Вега стала новой королевой. Озвучивает Тора Бёрч.
- Мисти (Misty) — ниндзя-наёмница. Первоначально появилась в составе «Команды молодых» (вместе с Орионом (Orion) и Скуиш (Squish)), но потом осела на Земле, чтобы работать самостоятельно. В отличие от Дженни, её не мучают угрызения совести, и сражается она исключительно за деньги или из мести. Она считает себя профессионалом, и это так и есть. Её тактика лучше, чем у Дженни, потому что кроме прямых ударов она может превращаться в «туман». Иногда даже побеждала Дженни в бою, что замечено в серии «Mist opportunities» (Мистические возможности).
- Мелоди Локус (Melody Locus) — дочь-андроид одного из отрицательных персонажей мультфильма Доктора Локуса. Наивный и добрый персонаж; так же, как и Дженни, мечтает стать человеком. Внешне милая блондинка с беззаботным и лёгким характером, а внутри мощный робот, разработанный по схемам XJ-9, украденным Доктором Локусом. В оправдание Мелоди — Дженни первая начала драться. Влюблена в Брэда.
- Дон Прима (Don Prima) — самый симпатичный парень в Тремортоне, причём он сам себя таковым считает. Удивительно пустой человек, который скорее станет рыдать по своим туфлям, чем по кому-то ещё, кроме самого себя.
- Небесный патруль (Skyway Patrol) — боевая организация, которая защищает Землю на межгалактическом уровне. Однако на оформление бумаг у них уходит больше времени, чем на настоящую работу.
- Серия Икс-Джей (The XJ Line) — Дженни не единственный робот в своей серии, ей предшествовали восемь моделей, и по крайней мере ещё одна разрабатывалась после неё. Все они соответствуют своим возрастным критериям, и имеют свои комплексы, недостатки и достоинства. Но вместе все роботы серии «Икс-Джей» способны на многое, несмотря на внешнюю бесполезность. Но впоследствии Нора решила просто дорабатывать Дженни в соответствии с возрастом.
  - Икс-Джей-1 (XJ-1) — робот-младенец. Говорить не умеет, поэтому общается писком и свистом.
  - Икс-Джей-2 (XJ-2) — выглядит как лучевая пушка. Икает лазером.
  - Икс-Джей-3 (XJ-3) — непрочно сделанный робот-гуманоид. Постоянно разваливается на части.
  - Икс-Джей-4 (XJ-4) — осьминогоподобный робот, помешанная на чистоте (на всех её щупальцах находятся какие-нибудь чистящие устройства). Первый робот серии со встроенным голосовым синтезатором.
  - Икс-Джей-5 (XJ-5) — начитанный ящик, который стремится подлететь к уху каждого и рассказать обо всех последних сплетнях.
  - Икс-Джей-6 (XJ-6) — похожа на Дженни, но сделана грубее, завистлива и придирчива
  - Икс-Джей-7 (XJ-7) — большой робот-растяпа с заниженной самооценкой. С её точки зрения, жизнь — это один большой несчастный случай.
  - Икс-Джей-8 (XJ-8) — самый большой робот серии. Груба, все проблемы решает силой, имеет мужской голос и не думает ни о чём другом, кроме как о выполнении поставленной задачи. Её характер имеет мало чего общего с человеческим.
  - Икс-Джей-10 (XJ-10) — десятый робот в серии, который так и не увидел свет. Нора начала разработку этой модели в специальной рождественской серии (1 серия, 2 сезон), когда все думали, что у XJ-9 произошёл программный сбой, и она портила праздники весь год. На самом деле ей управлял обиженный подросток, который хотел избавиться от всех праздников. Увидеть схему XJ-10 можно на 8 минуте 48 секунде серии, когда Дженни заходит в дом Норы.
- Финеас Могг (Dr. Phineas Mogg) — главный соперник Норы Уэйкмен в научных кругах. Он никогда не упускает возможности указать на несостоятельность доктора Уэйкмен и её изобретений, на что она и Дженни отвечают взаимностью. Однажды он создал себе своего собственного робота.
- Кенни (Вай-Кей-9) (Kenny, YK-9, «K-9»; это принятое в Америке обозначение служебных собак) — созданный Моггом парень-робот, который был довольно сообразительным, но вёл себя скорее как собака, чем как человек. Дженни ненадолго влюбилась в Кенни, пока не увидела его собачьи повадки.

## Список эпизодов
| Сезон          | Серии          | Серии          | Даты показа    | Даты показа     | Даты показа      |
| Сезон          | Серии          | Серии          | Первая серия   | Последняя серия | Канал            |
| -------------- | -------------- | -------------- | -------------- | --------------- | ---------------- |
| Backdoor pilot | Backdoor pilot | Backdoor pilot | 5 января 1999  | 5 января 1999   | Nickelodeon      |
| 1              | 13             | 13             | 1 августа 2003 | 27 февраля 2004 | Nickelodeon      |
| 2              | 14             | 14             | 8 декабря 2004 | 9 сентября 2005 | Nickelodeon      |
| 3              | 13             | 13             | 17 ноября 2006 | 30 марта 2007   | Nicktoons (U.S.) |

## Отмена
17 октября 2005 года команда мультсериала объявила в своём блоге, что производство мультсериала было отменено, и третий сезон будет последним: «Руководителям нравится мультсериал, но рейтинги недостаточно хороши, чтобы выпускать эпизоды». После отмены сериала Ренцетти ушёл в Cartoon Network Studios, работая над «Дом для воображаемых друзей Фостера» и «The Cartoonstitute», а затем перешёл на Disney Channel и стал продюсером «Гравити Фолз». Третий сезон транслировался на Nicktoons с конца 2008 до середины 2009 года, официально завершая мультсериал с точки зрения телетрансляции.

## Критика
Шон Эйтчисон из CBR положительно отозвался о сериале, назвав мультсериал хорошей комедией с хорошим юмором. Однако отметил устаревшее представление о подростковой жизни. Джоли Герман из Common Sense Media отозвался о мультсериале более негативно, написав, что: «Хотя сериал выглядит круто и имеет оптимистичную энергию, он может быть немного утомительным. Некоторым детям он может понравиться из-за бессмысленных развлечений, однако есть способы гораздо лучше провести свободные полчаса».

## Роли озвучивали
- Дженис Кавай — Дженни Уэйкман
- Чед Дорек — Брэд Карбанкл
- Одри Василевски — Так Карбанкл и Мисти
- Кэнди Мило — Нора Уэйкман
- Куинтон Флинн — Шелдон Ли
- Мойра Куирк — Брит Краст
- Кри Саммер — Тифф Краст
- Эрта Китт — Вексус
- Тора Бёрч  — Вега

### Комментарии
1. 1 2 3  Третий сезон был показан с 17 ноября 2006 по 30 марта 2007 на Nicktoons в Азии, затем в США с 4 октября 2008 по 2 мая 2009 года.